# Austria en los Juegos Paralímpicos de Vancouver 2010
Austria estuvo representada en los Juegos Paralímpicos de Vancouver 2010 por un total de 19 deportistas, 16 hombres y tres mujeres.

## Medallistas
El equipo paralímpico austríaco obtuvo las siguientes medallas:
| Nombre             | Deporte      | Evento                                       |
| ------------------ | ------------ | -------------------------------------------- |
| Oro                |              |                                              |
| Claudia Lösch      | Esquí alpino | Eslalon sentado femenino                     |
| Claudia Lösch      | Esquí alpino | Supergigante sentado femenino                |
| Sabine Gasteiger   | Esquí alpino | Eslalon discapacidad visual femenino         |
| Plata              |              |                                              |
| Sabine Gasteiger   | Esquí alpino | Eslalon gigante discapacidad visual femenino |
| Claudia Lösch      | Esquí alpino | Supercombinada sentado femenino              |
| Robert Meusburger  | Esquí alpino | Eslalon gigante de pie masculino             |
| Jürgen Egle        | Esquí alpino | Supercombinada sentado masculino             |
| Bronce             |              |                                              |
| Claudia Lösch      | Esquí alpino | Descenso sentado femenino                    |
| Philipp Bonadimann | Esquí alpino | Eslalon sentado masculino                    |
| Philipp Bonadimann | Esquí alpino | Supercombinada sentado masculino             |
| Hubert Mandl       | Esquí alpino | Supergigante de pie masculino                |